# 小塞伊代米努哈
47°7′58″N 33°0′25″E / 47.13278°N 33.00694°E
小塞伊代米努哈（烏克蘭語：Мала Сейдеминуха）是位於烏克蘭南部的村莊，由赫爾松州貝里斯拉夫區的卡利尼夫斯凱市鎮負責管轄。該村面積0.4平方公里，海拔高度14米，2001年人口245，人口密度每平方公里612.5人。